# Beyond the Beyond
Beyond the Beyond (em japonês:  ビヨンド ザ ビヨンド 〜遥かなるカナーンへ〜) é um 
jogo de RPG que foi desenvolvido por Camelot Software Planning e publicado pela Sony Computer Entertainment em 
1995. Beyond the Beyond foi o primeiro jogo de RPG tradicional disponível para PlayStation.
você também pode jogar em alguns modelos de PlayStation 2 e PlayStation 3, que roda jogo do PlayStation. 